# Suimanga capverd
El suimanga capverd (Cyanomitra verticalis) és un ocell de la família dels nectarínids (Nectariniidae).

## Hàbitat i distribució
Habita la selva, bosc i clars de les terres baixes, al Senegal, Gàmbia, sud de Mali, Burkina Faso, Guinea, Sierra Leone, Libèria, Costa d'Ivori, Ghana, Togo, Benín, Nigèria, Camerun, Guinea Equatorial, el Gabon, República del Congo, República Centreafricana, sud-est del Sudan, Uganda, Ruanda, Burundi, oest i centre de Kenya, oest i sud de Tanzània, cap al sud al nord-oest d'Angola, sud-oest, sud i est de la República Democràtica del Congo, nord-est i est de Zàmbia i nord-oest de Malawi.